# Patricia Peterle
Patricia Peterle (1974) é crítica literária, tradutora e professora de literatura italiana da Universidade Federal de Santa Catarina, onde ensina Literatura Italiana. 

## Biografia
Nasceu em São Paulo, mas cresceu no Rio de Janeiro, entre o Jardim Botânico e a Lagoa. Cursou a Escola Italiana Gugliemo Marconi, que funcionava dentro do Consulado Italiano, no centro da cidade. Essa formação foi um marco e definiu seus passos futuros. Fez o curso de Letras Português-Inglês na PUC-Rio. Começou a dar aulas de língua e cultura italiana em diferentes cursos, enquanto fazia o mestrado sob a orientação de Marco Lucchesi na Universidade Federal do Rio de Janeiro. Sua dissertação de mestrado é dedicada ao escritor italiano Antonio Tabucchi e sua relação com Portugal. Durante essa pesquisa ganhou uma bolsa de pesquisa do Instituto Camões, ficando um período em Lisboa. Em 2002 se mudou para Brasília, foi professora substituta da Universidade Federal de Brasília, deu aula no UNICEUB e na UNIP. Nesse mesmo período, continuou os estudos de  doutorado, sempre sob a supervisão de Marco Lucchesi. Começou sua carreira universitária muito cedo na UNESP. campus de Assis. Com algumas mudanças em sua vida, em 2009 se muda para Florianópolis e começa a dar aulas de literatura e literatura italiana na Universidade Federal de Santa Catarina. Colabora com o Rascunho, Antinomie e outros periódicos de circulação nacional e internacional. Junto com Andrea Santurbano e Fabio Pierangeli, é editora da revista Mosaico Italiano. Participa de vários conselhos de revistas internacionais.
Além da atividade de crítica e de ensaísta, abriu um novo espaço de atuação que é a tradução literária e de textos filosóficos. Nesses mais de dez anos ja traduziu autores de grande calibre como Giorgio Caproni, Andrea Zanzotto, Giovanni Pascoli, Valerio Magrelli, Eugenio Montale , Eugenio De Signoribus, Maria Grazia Calandrone , Giorgio Agamben, Franco Rella, Roberto Esposito.
Além das contribuições críticas e dos percursos exploradores que ela nos oferece sobre a literatura italiana, em algumas revistas foram publicados seus poemas.

## Obras
Escreveu e organizou diversos ensaios publicados no Brasil e na Itália. 
- Vozes: cinco décadas de poesia italiana, insieme a Elena Santi. 1. ed. Rio de Janeiro: Comunità, 2017. v. 1. 466p .
- A palavra esgarçada: poesia e pensamento em Giorgio Caproni. 1. ed. Sao Paulo: Rafael Copetti Editor, 2018. v. 1. 215p.
- no limite da palavra: percursos pela poesia italiana (ensaios sobre Eugenio Montale, Giuseppe Ungaretti, Giorgio Caproni, Vittorio Serenie Enrico Testa). 1. ed. 7Letras: Rio de Janeiro, 2015. v. 1. 90p .
- Ignazio Silone: encruzilhadas entre literatura, história e política. 1. ed. Rio de Janeiro: Comunità, 2011. v. 1. 219p.

## Ensaios
- Inoperosidades: Giorgio Agamben, Antonio Delfini e Giorgio Caproni. Revista Diálogos Mediterrânicos, v. 1, p. 75-93, 2018.
- Enrico Testa, fuori da ogni dove. Alfabeta2, Roma, 08 jul. 2018.
- Tessituras poéticas entre Italia e Brasil na contemporaneidade: Enrico Testa. In: Patricia Peterle; Lucia Wataghin; Giorgio de Marchis. (Org.). Um arquivo ítalo- brasileiro para a contemporaneidade. 1ed.Rio de Janeiro: ABRALIC, 2018, v. 1, p. 46-61.
- Giorgio Caproni: contatti, contagi e risonanze. In: Alessandro Ferraro. (Org.). Las secretas galerías del alma. Giorgio Caproni, l'itinerario poetico e i poeti spagnoli. 1ed.Madri: Ediciones Complutense, 2018, v. 1, p. 153-168.
- Giorgio Caproni:un universo in rovine. In: Eny Di Iorio; Franco Zangrilli. (Org.). Poesia: dentro e fuori. 1ed.Catalnissetta-Roma: Salbatore Sciascia Editore, 2017, v. 1, p. 41-54.

Poesia: un'esecuzione per diventare cosa viva - a Giorgio Caproni. MOSAICO, v. 162, p. 13-18, 2017.
- Giorgio Agamben, residui nello studio. In: Nanni Balestrini; Maria Teresa Carbone, Andrea Cortellessa. (Org.). Alfabeta 2- cronaca di un anno La rivoluzione turistica - almanacco 2018. 1ed.Milano: alfabeta 2, 2017, v. , p. 328-331.
- Ruínas Orme Manchas: às voltas com Murilo Mendes, Marco Lucchesi e Giorgio Caproni. In: Monica Lupetti; Valeria Tocco. (Org.). Giochi di specchi Modelli, tradizioni, contaminazioni e dinamiche interculturali nei e tra i paesi di lingua portoghese. 1ed.Carrara: Edizioni ETS, 2016, v. , p. 87-97.
- "Una voce limpida, pacata e, a volte, intrisa di una fitta ironia" Intervista a Silvana e Attilio Mauro Caproni. MOSAICO, v. 162, p. 24-26, 2017.
- Contatti e contagi, poesia italiana in Brasile : nuove testualità. REVISTA DE ITALIANÍSTICA, v. 33, p. 25-32, 2017.
- Vagando qua e là. La poesia di Enrico Testa. Nuova Corrente, v. 160, p. 133-148, 2017.
- Operar a poesia é desoperar a palavra: pensamentos sobre Pascoli e il Novecento. Qorpus, v. 20, p. 1-7, 2016.
- Leituras, anotações, marcações: o ?canteiro de obras? de Giorgio Caproni. Manuscrítica (São Paulo), v. 31, p. 83-89, 2016.
- Cartografie letterarie: Giorgio Caproni lettore e recensore. Campi immaginabili : rivista semestrale di cultura, v. 54-55, p. 329-345, 2016.
- Urdiduras poéticas de Enrico Testa e Patrizia Cavalli. In: Maria Bernardete de Ramos Flores; Maria de Fatima Fontes Piazza; Patricia Peterle. (Org.). Arte e pensamento: operações historiográficas. 1ed.Sao Paulo: Rafael Copetti Editor, 2016, v. 1, p. 121-148.
- Tangenciando ruinosamente Giorgio Caproni. In: Patricia Peterle; Silvana de Gaspari. (Org.). Arquivos poéticos: desagregação e potencialidades do Novecento italiano. 1ed.Rio de Janeiro: 7Letras, 2015, v. 1, p. 55-72.
- Rasentando ?rovinosamente? Giorgio Caproni. In: Patricia Peterle; Silvana de Gaspari. (Org.). Archivi poetici: disgregazione e potenzialità del Novecento italiano. 1ed.Rio de Janeiro: 7Letras, 2015, v. 1, p. 53-70.
- Na urdidura poética de Patrizia Cavalli. Estudios Románicos, v. 24, p. 57-65, 2015.
- La poesia di Enrico Testa. Poeti e Poesia, v. 1, p. 151-164, 2015.

'ma a che serve la luce?': brevi considerazioni attorno alla poesia. Mosaico Italiano, v. 140, p. 4-5, 2015.
- As nossa humildes coisas: Ablativo de Enrico Testa. Sibila (Cotia), v. 15, p. 12-16, 2015.

Enrico Testa e o fio das relações humanas: entre rasgos e remendos.. Anuário de Literatura (UFSC), v. 20, p. 192-203, 2015.
- Mappatura e Dizionario della Letteratura Italiana Tradotta: progetto integrato. L´esperienza di un gruppo di ricerca a São Paulo e Florianopolis, incieme a Lucia Wataghin e Andrea Santurbano. Carta Bianca, v. 6, p. 11-20, 2014.
- Poéticas do comum: a cidade, a criança e o animal em Saba. In: Patricia Peterle; Lucia Wataghin; Aurora Fornoni Bernardini. (Org.). O homem e os animais: coletânea de Umberto Saba. 1ed.Florianópolis: Editora UFSC, 2014, v. 1, p. 135-157.
- A palavra esgarçada de Giorgio Caproni. Revista de Italianística, v. 27, p. 16-24, 2014.
- The Reception of Italian Futurism in Brazilian Periodicals: 1909, 1922 and after. In: Günter Berghaus. (Org.), insieme a Aline Fogaça. International Yearbook of Futurism Studies - Reactions to Futurism in Argentina, Armenia, Brazil, Egypt, France, Germany, Great Britain, Greece, Hungary, Japan, Russia, Slovenia, Spain, The Netherlands, USA. 1ed.Landsberg,Cumberland: Rhenus Medien Logistik GmbH & Co. KG, Walter de Gruyter, Inc., 2014, v. 4, p. 328-359.
- Movimento dos restos: encenações de Didi-Huberman e Giorgio Caproni. In: Maria Bernardete Ramos Flores; Patricia Peterle. (Org.). História e arte: herança, memória, patrimônio. 1ed.São Paulo: Rafael Copetti Editor, 2014, v. 1, p. 163-183.
- Potenza e sopravvivenza: Bartleby e Baratto. Krypton, v. 2, p. 91-98, 2013.
- Possíveis percursos no babélico labirinto da Literatura Italiana Traduzida no Brasill. In: Patricia Peterle; Andrea Santurbano; Lucia Wataghin. (Org.). Literatura Italiana Traduzida no Brasil (1900-1950). 1ed.Rio de Janeiro: Editora Comunità, 2013, v. 1, p. 44-50.
- Il labirinto delle piccole cose, 'Ablativo'di Enrico Testa. Mosaico Italiano, v. 116, p. 26-29, 2013.Baratto: uma potência, um quodlibet. In: Patricia Peterle; Andrea Santurbano; Meritxell Hernando Marsal. (Org.). Fluxos Literários: ética e estética. 1ed.Rio de Janeiro: 7Letras, 2013, v. 1, p. 97-112.
- Cultura, política e literatura: a trama imbricada de Graciliano Ramos. Fragmentos (UFSC), v. 39, p. 85-95, 2012.
- A voz de Natalia Ginzbuzg. Revista Estudos Feministas (UFSC. Impresso), v. 20, p. 34-37, 2012.
- Dialoghi sulla traduzione letteraria. Mosaico Italiano, v. 90, p. 28-32, 2012.

Literatura e política: forma de vida ou foma-de-vida?. Literatura e Autoritarismo (UFSM), v. 9, p. 126-140, 2012.

## Obras Organizadas
- Um arquivo ítalo- brasileiro para a contemporaneidade, insieme a Giorgio De Marchis e Lucia wataghin. 1. ed. Rio de Janeiro: ABRALIC, 2018. v. 1. 218p .
- Cinzas do século XX: tres liçoes sobre a poesia italiana di Enrico Testa, insieme a Silvana de Gaspari. 1. ed. Rio de Janeiro: 7Letras, 2016. v. 1. 130p .
- Arte e pensamento: operações historiográficas, insieme a Maria Bernardete Ramos Flores, Maria de Fátima Fontes Piazza. 1. ed. Sao Paulo: Rafael Copetti Editor, 2016. v. 1. 436p
- Archivi poetici: disgregazione e potenzialità del Novecento italiano, insieme a Silvana de Gaspari 1. ed. Rio de Janeiro: 7Letras, 2015. v. 1. 133p .
- Arquivos poéticos: desagregação e potencialidades do Novecento italiano, insieme a Silvana de Gaspari. 1. ed. Rio de Janeiro: 7Letras, 2015. v. 136.
- O homem e os animais: coletânea de Umberto Saba, insieme a Lucia Wataghin e Aurora Bernardini. 157. ed. Florianópolis: Editora UFSC, 2014. v. 1. 1p .
- Coleções Literárias: textos/imagens, insieme a Andrea Santurbano e Maria Aparecida Barbosa. 1. ed. Rio de Janeiro: 7Letras, 2014. v. 1. 200p .
- História e arte: herança, memória, patrimônio insieme a Maria Bernardete Ramos Flores. 1. ed. São Paulo: Rafael Copetti Editor, 2014. v. 1. 300p .
- Literatura Italiana Traduzida no Brasil (1900-1950), insieme a Lucia Wataghin e Andrea Santurbano. 1. ed. Rio de Janeiro: Editora Comunità Italiana, 2013. v. 1. 158p .
- Dicionário Bibliográfico da Literatura Italiana Traduzida no Brasil, insieme a Lucia Wataghin e Andrea Santurbano. 1. ed. São Paulo: Faculdade de Filosofia, Letras e Ciências Humanas, 2013.
- Fluxos Literários: ética e estética, insieme a Andrea Santurbano e Meritxell Hernando Marsal. 236. ed. 7Letras: Rio de Janeiro, 2013. v. 1.
- História e Arte utopia, utopias, insieme a Maria Bernardete Ramos Flores. 1. ed. Campinas: Mercado de Letras, 2013. v. 1. 344p .
- Itália do pós-guerra em diálogo / Italia del dopoguerra in dialogo (livro bilíngue), insieme a Silvana de Gaspari . 1. ed. Rio de Janeiro: Comunità, 2012. v. 2. 500p .
- Literatura de Vanguarda e política. o século revisitado, insieme a Meritxell Hernando Marsal e Maria Aparecida Barbosa. Rio de Janeiro: Comunità, 2012. v. 1. 186p .
- A literatura Italiana no Brasil e a literatura Brasileira na Itália: sob o olhar da tradução. 1. ed. Florianópolis: Ed. da UFSC, 2011. v. 1. 246p .
- Ignazio Silone: ontem e hoje - Ignazio Silone: ieri e oggi. 1. ed. Rio de Janeiro: Editora Comunità, 2010. 180p .

## Traduções
- A porta morgana - ensaios sobre poesia e tradução tradução (selezione delle prose critichedi Giorgio Caproni). 1. ed. Sao Paulo: Rafael Copetti Editor, 2017. v. 1. 272p .
- O fogo e o relato (Il fuoco e il racconto) de Giorgio Agamben. São Paulo: Boitempo, 2018.
- Poemas de Eugenio De Signoribus. Rio de Janeiro: Comunità, 2018.
- As pessoas e as coisas (Le persone e le cose) de Roberto Esposito. São Paulo: Rafael Copetti Editor, 2016.
- Mistério do mal (Mistero del male, Giorgio Agamben). São Paulo: Boitempo, 2015.
- O menininho - pensamentos sobre a arte (Il fanciullino) di Giovanni Pascoli. São Paulo: Rafael Copetti Editor, 2015.
- Páscoa de neve (Pasqua di neve, Enrico Testa). Sao Paulo: Rafael Copetti Editor, 2016.
- Antiafrodisíaco para o amor platônico (L'antiafrosiaco per l'amor platonico) di Ippolito Nievo. Belo Horizonte: Editora UFMG, 2015.
- Ablativo di Enrico Testa. São Paulo: Rafael Copetti Editor, 2014.
- Pilatos e Jesus (Pilato e Gesu) di Giorgio Agamben. São Paulo: Boitempo, 2014.

## Poemas em revista
- 4 poemas de Patricia Peterle, Ruido Manifesto, 2022.
- 4 poemas de Patricia Peterle, Revista Acrobata, 2021.
- 4 poemas de Patricia Peterle, Ruido Manifesto, 2021.
- 3 poemas, de Patricia Peterle, Revista Sepe, 2021.
- Falha... estado de alarme, Philos - A revista das latinidades, 2021.
- é verdade a distância nao importa, Palavra Comum, 2021.
- Plaquete Mirada, 2021.